# 甘草次酸
甘草次酸（glycyrrhetinic acid，或glycyrrhetic acid，也叫Enoxolone）是一种五环三萜物质，由草药光果甘草的甘草酸水解得到故而得名。甘草次酸可以看作是β-香树脂醇（齐墩果烷型）的衍生物，从而作为甘草酸的糖苷配基。甘草次酸常作为香料使用，也用来掩盖芦荟和奎寧等药物的苦味。

## 延伸阅读
- Saponin Glycosides （页面存档备份，存于）, by Georges-Louis Friedli, URL accessed Sept 2010.